# Asplundia fendleri
Asplundia fendleri är en enhjärtbladig växtart som beskrevs av Gunnar Wilhelm Harling. Asplundia fendleri ingår i släktet Asplundia och familjen Cyclanthaceae. Inga underarter finns listade.